# Amara aurichalcea
Amara aurichalcea là một loài bọ cánh cứng trong chi Amara thuộc họ Carabidae.